# Catherine Harrison
Catherine Elizabeth Frances Harrison (ur. 9 kwietnia 1994 w Memphis) – amerykańska tenisistka.

## Kariera tenisowa
W 2022 roku wraz z Sabriną Santamarią wygrała turniej kategorii WTA 250 w Monterrey. W decydującym meczu amerykańska para pokonała debel Han Xinyun-Jana Sizikowa 1:6, 7:5, 10–6.
W tym samym roku podczas French Open zadebiutowała w wielkoszlemowym turnieju głównym w grze podwójnej. Startując w parze z Ulrikke Eikeri, dotarła do drugiej rundy rozgrywek.
W karierze wygrała cztery singlowe i trzynaście deblowych turniejów rangi ITF. Najwyżej w rankingu WTA Tour była sklasyfikowana na 214. miejscu w singlu (12 września 2022) oraz na 69. pozycji w deblu (11 lipca 2022).

## Finały turniejów WTA
| Legenda                   | Legenda |
| ------------------------- | ------- |
| Wielki Szlem              |         |
| Igrzyska olimpijskie      |         |
| WTA Tour Championships    |         |
| od 2021                   |         |
| WTA 1000 (obowiązkowe)    |         |
| WTA 1000 (nieobowiązkowe) |         |
| WTA 500                   |         |
| WTA 250                   |         |
| WTA 125                   |         |

### Gra podwójna 1 (1–0)
| Końcowy wynik | Nr | Data         | Turniej   | Nawierzchnia | Partnerka          | Przeciwniczki            | Wynik finału   |
| ------------- | -- | ------------ | --------- | ------------ | ------------------ | ------------------------ | -------------- |
| Zwyciężczyni  | 1. | 6 marca 2022 | Monterrey | Twarda       | Sabrina Santamaria | Han Xinyun Jana Sizikowa | 1:6, 7:5, 10–6 |

## Wygrane turnieje rangi ITF
| turnieje z pulą nagród 100 000 $   |
| turnieje z pulą nagród 75/80 000 $ |
| turnieje z pulą nagród 50/60 000 $ |
| turnieje z pulą nagród 25 000 $    |
| turnieje z pulą nagród 15 000 $    |
| turnieje z pulą nagród 10 000 $    |

### Gra pojedyncza
|    | Data       | Turniej    | Naw.   | Przeciwniczka       | Wynik            |
| 1. | 04/08/2019 | Fort Worth | Twarda | Chanelle Van Nguyen | 6:4, 6:0         |
| 2. | 10/10/2021 | Redding    | Twarda | Dalila Jakupović    | 6:1, 6:1         |
| 3. | 10/03/2024 | Brossard   | Twarda | Jessie Aney         | 4:6, 6:1, 6:3    |
| 4. | 31/03/2024 | Kōfu       | Twarda | Lee Ya-hsuan        | 6:7(8), 6:1, 6:1 |

### Gra podwójna
|     | Data       | Turniej       | Naw.          | Partnerka          | Przeciwniczki                        | Wynik          |
| 1.  | 27/07/2014 | Austin        | Twarda        | Mary Weatherholt   | Alexandra Cercone Alexa Guarachi     | 6:2, 7:5       |
| 2.  | 31/07/2016 | Austin        | Twarda        | Lorraine Guillermo | Madison Harrison Stephanie Nauta     | 6:3, 6:3       |
| 3.  | 18/09/2016 | Lubbock       | Twarda        | Emina Bektas       | Ema Burgić Bucko Renata Zarazúa      | 6:3, 6:4       |
| 4.  | 27/11/2016 | Nashville     | Twarda        | Madeleine Kobelt   | Melissa Kopinski Felicity Maltby     | 6:3, 6:0       |
| 5.  | 10/03/2018 | Antalya       | Ceglana       | Sarah Lee          | Amina Anszba Melis Sezer             | 6:4, 6:3       |
| 6.  | 16/02/2020 | Nicholasville | Twarda (hala) | Quinn Gleason      | Whitney Osuigwe Hailey Baptiste      | 7:5, 6:2       |
| 7.  | 09/05/2021 | Naples        | Ceglana       | Ulrikke Eikeri     | Erina Hayashi Kanako Morisaki        | 6:2, 3:6, 10-2 |
| 8.  | 20/06/2021 | Sumter        | Twarda        | Emina Bektas       | Paige Hourigan Aldila Sutjiadi       | 7:5, 6:4       |
| 9.  | 24/10/2021 | Macon         | Twarda        | Quinn Gleason      | Alycia Parks Alana Smith             | 6:2, 6:2       |
| 10. | 20/02/2022 | Glasgow       | Twarda (hala) | Quinn Gleason      | Justina Mikulskytė Walerija Sawinych | 6:4, 6:1       |
| 11. | 24/04/2022 | Orlando       | Ceglana       | Maegan Manasse     | Hsieh Yu-chieh Hsu Chieh-yu          | 6:1, 6:0       |